# Глиптотека
Глиптотека је музеј у Минхену, Немачка. Отворен је за време баварског краља Лудвига I, за његову колекцију грчких и римских скулптура. Дизајнирао га је Лео фон Кленц у неокласичном стилу, израђен је од 1816. до 1830.

## Историја
Изградњу је наручио престолонаследник (касније краљ) Лудвиг Аугуст баварски заједно са другим пројектима, као што је суседни Königsplatz и зграда у којој се налази државна збирка грчких и римских антиквитета, као споменик древној Грчкој. Замишљао је "Немачку Атину", у којој би се памтила грчка култура; изградио га је пред вратима Минхена. Глиптотека је најстарији музеј у Минхену.
Распоред комплекса Königsplatz дизајнирали су архитекте Карл фон Фишер и Лео фон Кленц 1815. године, а други га је организовао у стилу форума, са Глиптотеком на северној страни. Шарене фреске и штуко фасаде су израђене од стране истакнутих уметника као што су Петер фон Корнелијус, Клеменс фон Цимерман и Вилхелм фон Каулбац, красили су зидове музеја.
За неколико година између 1806. и отварања музеја 1830. године, Лудвиг је употпунио значајну колекцију грчких и римских скулптура. Кроз своје агенте успео је да стекне предмете као што су Медуза Ронданини, Барберинијски Фаун, а 1813. године фигуре из храма Апхеа на Аегини.
Други светски рат није уништио велики део уметничког у Глиптотеци; али нажалост, фреске нису преживеле, а након поновног отварања музеја 1972. године видљиве су само опеке малтерисане цигле. Пошто Асирска дворана, која је 1850. године постављена на унутрашњем дворишту Кленца, није обновљена, асирски ортостатски рељефи из палате краља Ашурнасирпала другог и лав из иштарске капије Вавилона пребачени су у државну колекцију египатске уметности.